# Dois Vizinhos
Dois Vizinhos è un comune del Brasile nello Stato del Paraná, parte della mesoregione del Sudoeste Paranaense e della microregione di Francisco Beltrão.
La città è considerata la capitale nazionale del pollo, con una produzione annuale di oltre 130.000 tonnellate di carne di pollo.
Il comune è stato fondato il 28 novembre 1961.